# Greatest Hits (альбом Foo Fighters)
Greatest Hits — сборник хитов американской пост-гранжевой группы Foo Fighters, выпущенный 3 ноября 2009 года. В этот сборник вошли две новые песни, «Wheels» и «Word Forward», а также такие хиты, как «The Pretender», «All My Life», «Learn to Fly», «Best of You», «Times Like These», «My Hero», «Everlong» и другие.
«Wheels» был единственным синглом этого альбома, выпущенный 29 сентября 2009 года.
Также существует DVD-версия, в которой есть клип на сингл «Wheels» и клипы на хиты, которые присутствуют в альбоме.

## Список композиций

### CD и грампластинка
| №   | Название                         | Длительность |
| --- | -------------------------------- | ------------ |
| 1.  | «All My Life»                    | 4:24         |
| 2.  | «Best of You»                    | 4:16         |
| 3.  | «Everlong»                       | 4:10         |
| 4.  | «The Pretender»                  | 4:27         |
| 5.  | «My Hero»                        | 4:19         |
| 6.  | «Learn to Fly»                   | 3:56         |
| 7.  | «Times Like These»               | 4:28         |
| 8.  | «Monkey Wrench»                  | 3:53         |
| 9.  | «Big Me»                         | 2:14         |
| 10. | «Breakout»                       | 3:22         |
| 11. | «Long Road to Ruin»              | 3:48         |
| 12. | «This Is a Call»                 | 3:55         |
| 13. | «Skin and Bones»                 | 4:04         |
| 14. | «Wheels»                         | 4:38         |
| 15. | «Word Forward»                   | 3:49         |
| 16. | «Everlong (Акустическая версия)» | 4:11         |

### DVD
| №   | Название                                                                | Длительность |
| --- | ----------------------------------------------------------------------- | ------------ |
| 1.  | «I'll Stick Around»                                                     |              |
| 2.  | «Big Me»                                                                |              |
| 3.  | «Monkey Wrench»                                                         |              |
| 4.  | «Everlong»                                                              |              |
| 5.  | «My Hero»                                                               |              |
| 6.  | «Walking After You»                                                     |              |
| 7.  | «Learn to Fly»                                                          |              |
| 8.  | «Next Year»                                                             |              |
| 9.  | «All My Life»                                                           |              |
| 10. | «Times Like These» (Акустическая версия)                                |              |
| 11. | «Low»                                                                   |              |
| 12. | «Best of You»                                                           |              |
| 13. | «DOA»                                                                   |              |
| 14. | «Resolve»                                                               |              |
| 15. | «The Pretender»                                                         |              |
| 16. | «Long Road to Ruin»                                                     |              |
| 17. | «Wheels»                                                                |              |
| 18. | «Everlong» (Живое Выступление - "Everywhere but Home" DVD)              |              |
| 19. | «Breakout» (Live from Hyde Park)                                        |              |
| 20. | «Skin and Bones» (Живое Выступление в Голливуде - "Skin and Bones" DVD) |              |
| 21. | «All My Life» (Живое Выступление - "Live from Wembley Stadium" DVD)     |              |
| 22. | «Home» (Бонус Видео)                                                    |              |